# مکدونسکی بورد
شهر مکدونسکی بورد (به مقدونی: Македонски Брод) با جمعیت  ۷٫۱۴۱   نفر  در استان جنوب غربی کشور جمهوری مقدونیه واقع شده‌است.